# Монастір (Туніс)
Монастір (араб. المـنسـتير al-munastîr, від лат. Monasterium, туніською арабською — [lmiˈstiːr]) — місто, розташоване на центральному узбережжі Тунісу, на південному краї затоки Хаммамет (20 км на південь від Суса; 162 км на південь від Туніса). Колись рибальський порт, а тепер великий туристичний курорт. Розташований у пн.-сх. Тунісі. Адміністративний центр вілаєту Монастір.

## Історія

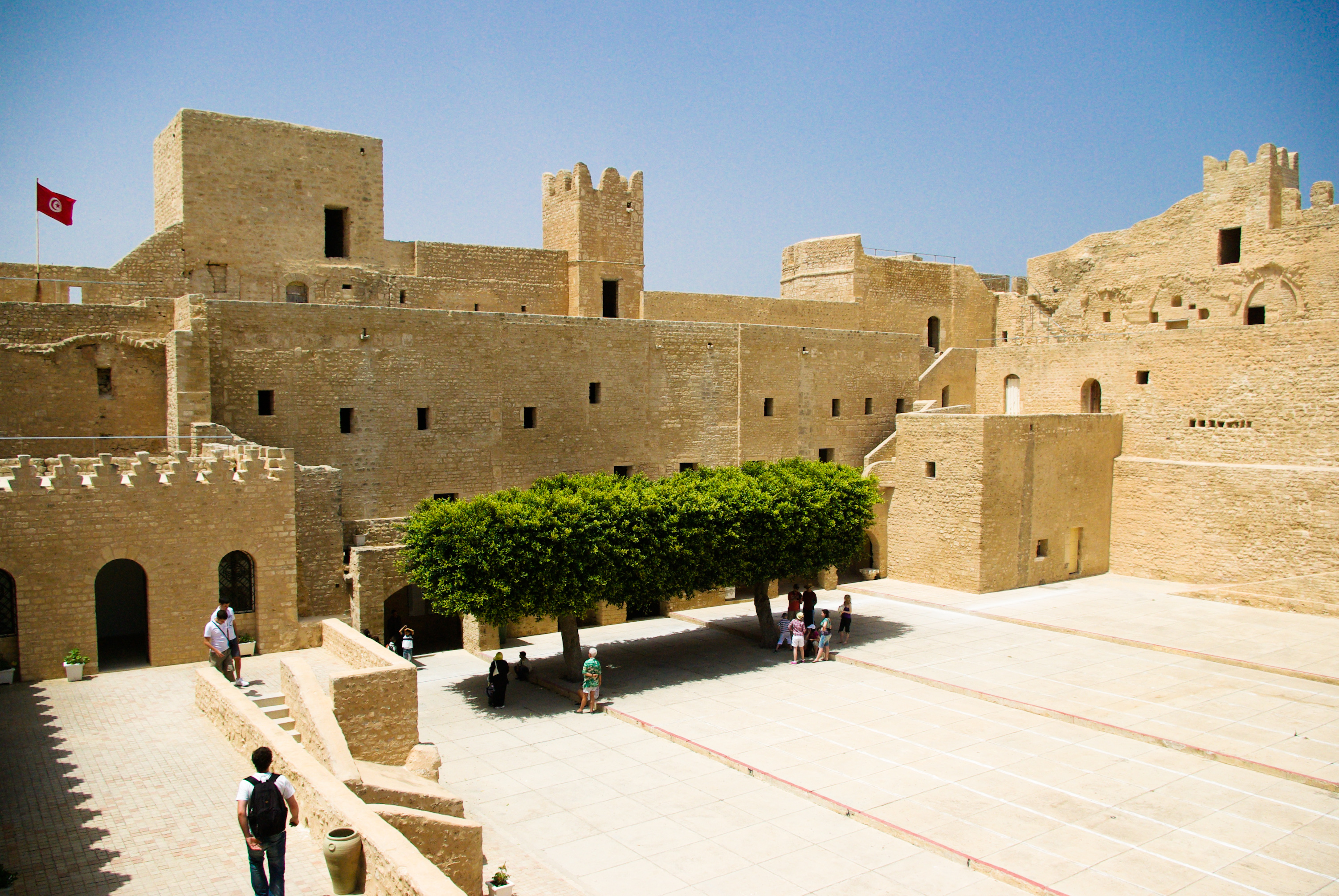
Двір рибата

На місці, де сьогодні стоїть місто Монастір, у I тис. до н. е. фінікійці заснували порт Рус Пена. 146 р. до н. е. разом із поразкою Картагена після третьої пунічної війни, римляни встановили контроль над містом, яке перейменували на Руспіну. У період римського панування було зведено мури міської фортеці та терми, рештки яких залишились донині. Під час громадянської війни між Цезарем і Помпеєм тут був розташований театр важливої Руспінської битви, що відбулася 4 січня 46 р. до н. е., між силами Цезаря і керованою Тітом Лабієном помпейською армією. У тій події Цезаря було розгромлено і він утратив майже третину свого війська.
Центральним визначним місцем міста є гарно збережений рибат, який використовували, щоб пильнувати на морі за ворожими кораблями. Кілька улемів залишаються постійно в рибаті цього мирного міста для медитацій і роздумів.
Рибат також був місцем зйомки фільму Буття Браяна за Монті Пайтоном.

## Туристичні приваби
Монастір цікавий різноманітними туристичними місцями.

## Транспорт
У місті розташовано міжнародний аеропорт імені Хабіба Бургіби, пов'язаний із більшістю західно-європейських країн. Обслуговує його холдинг Tepe Akfen Ventures (TAV).

## Різне
Туніський президент Хабіб Бургіба народився в Монастірі. Його мавзолей розташовано тут.

## Фотогалерея

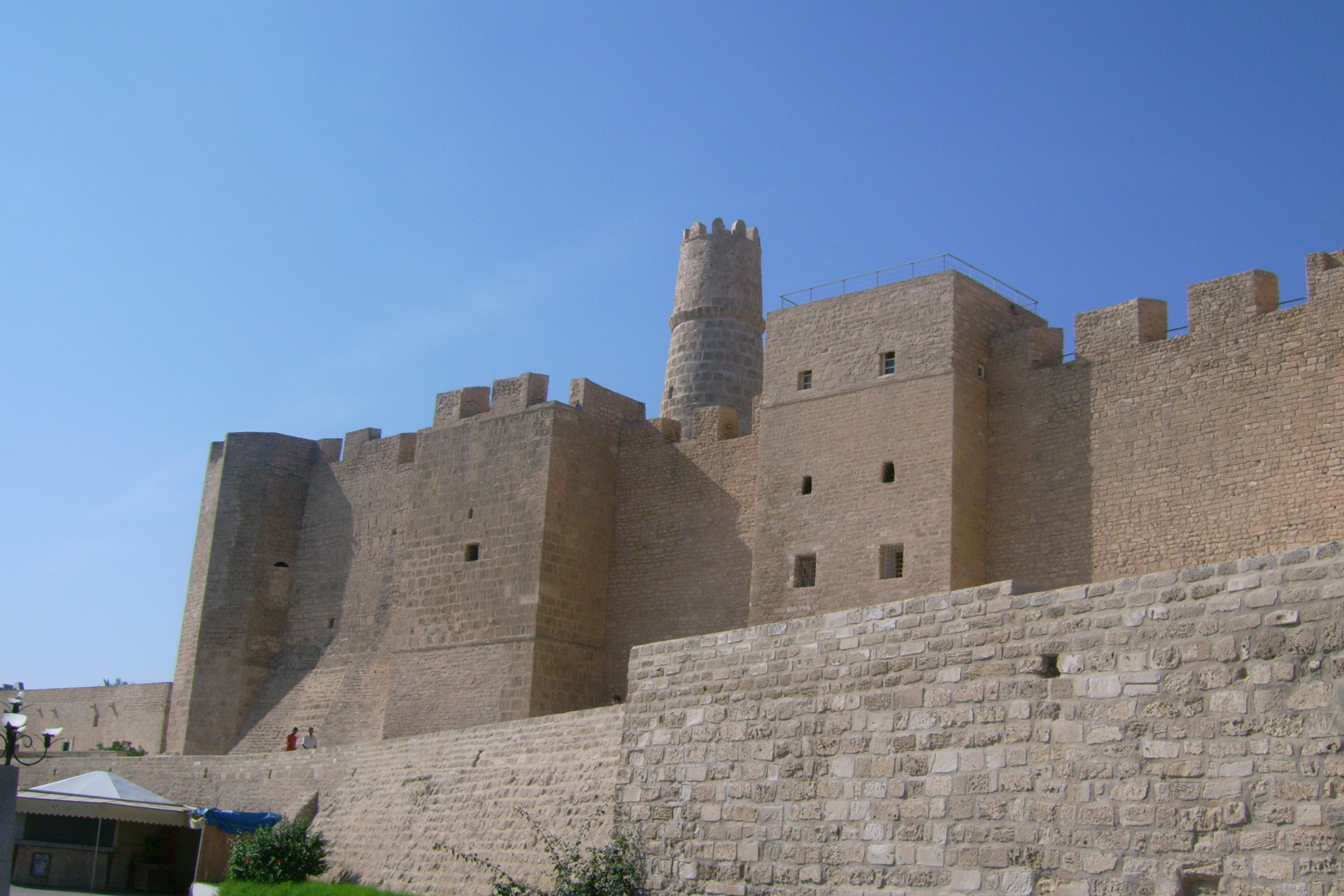
Рибат
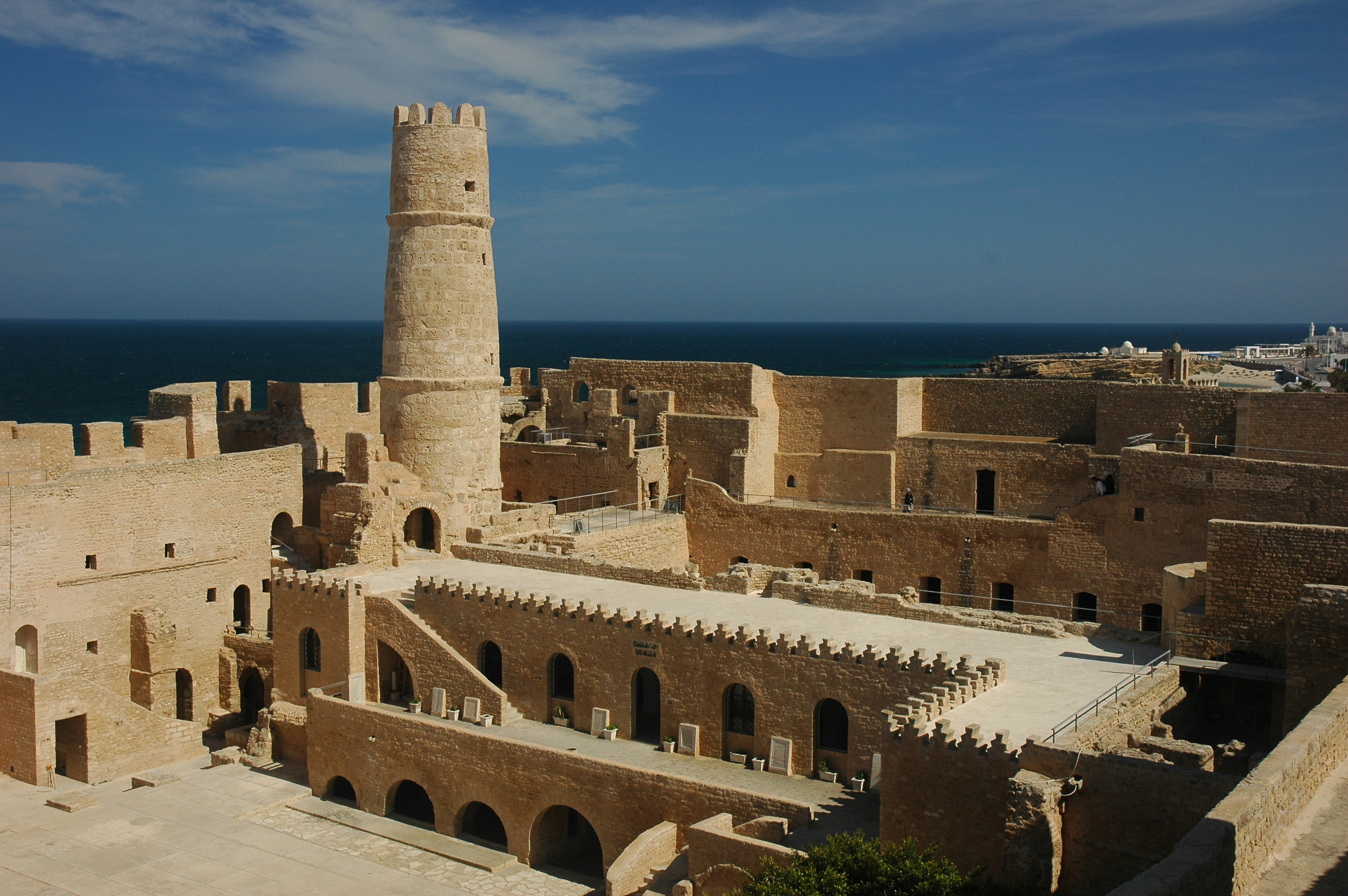
Рибат усередині
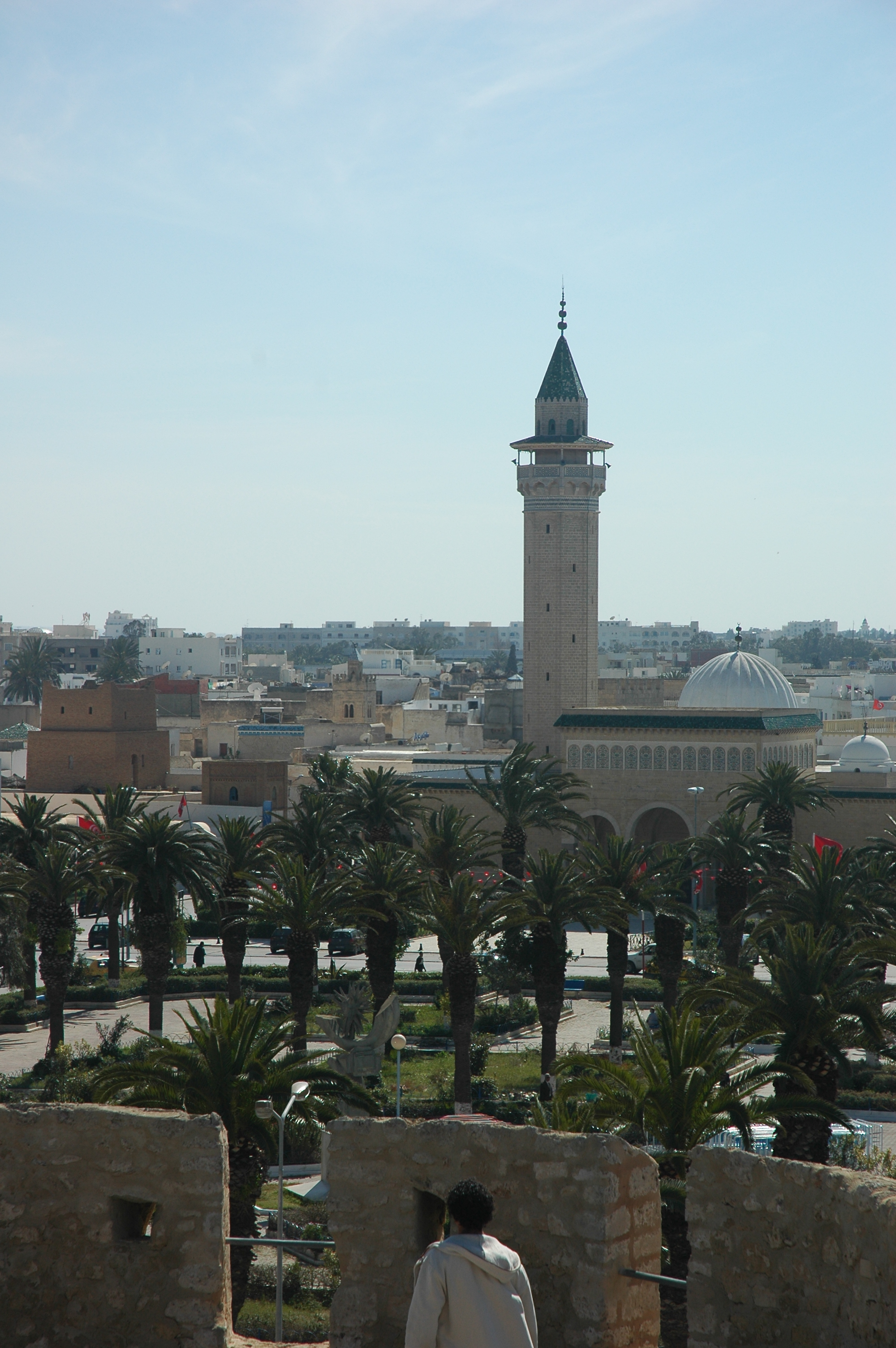
Мечеть Бургіби
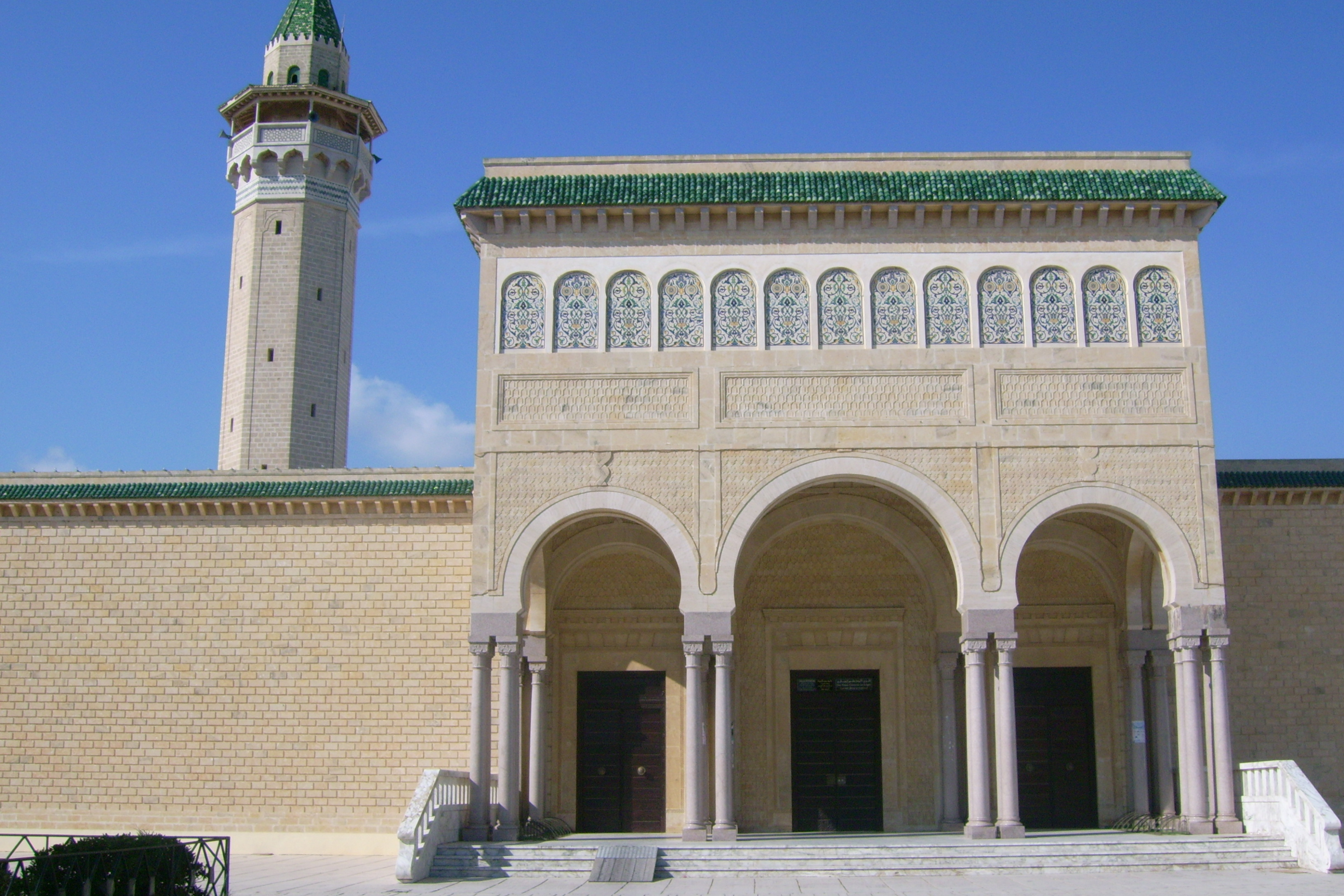
Мечеть Бургіби
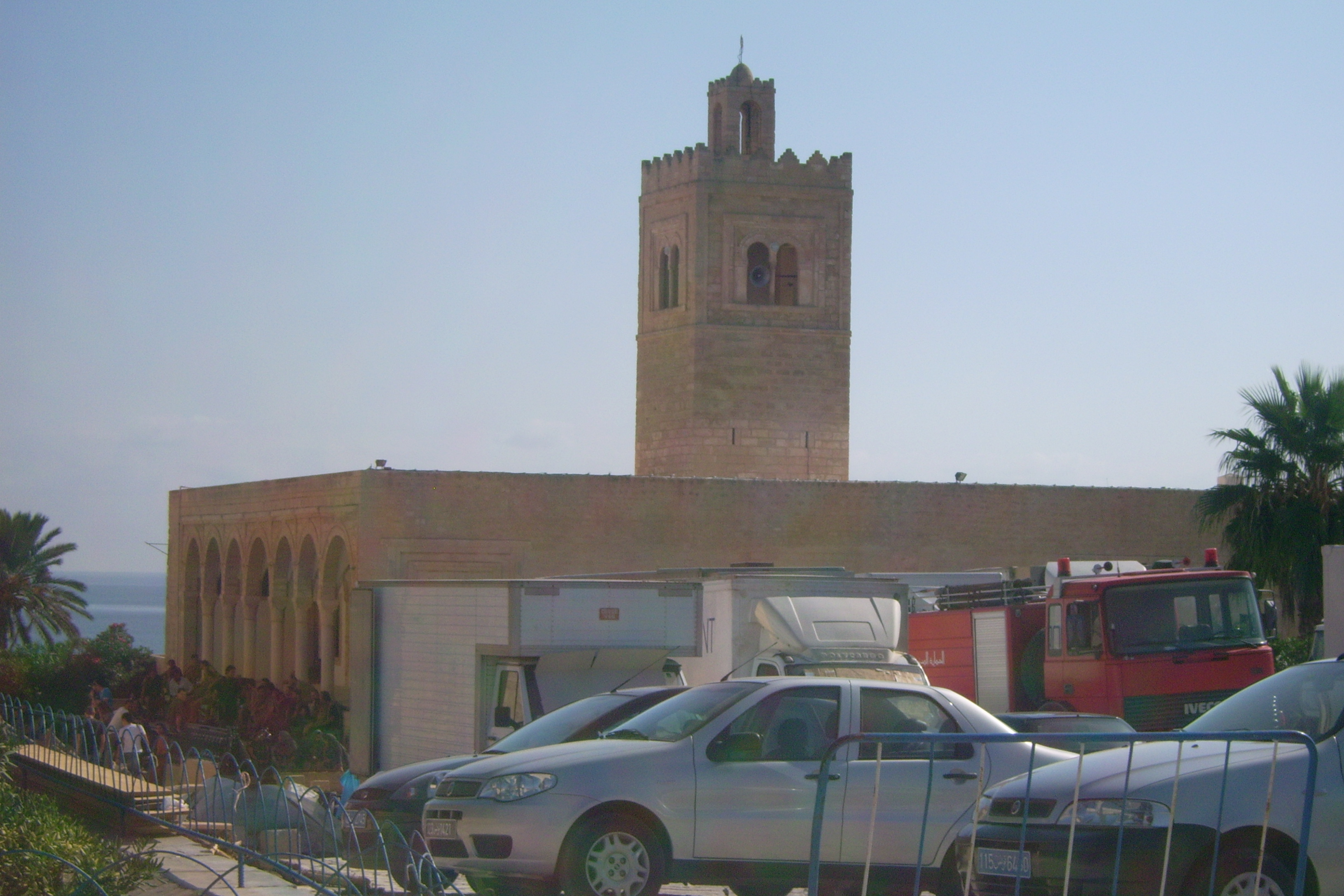
Велика мечеть
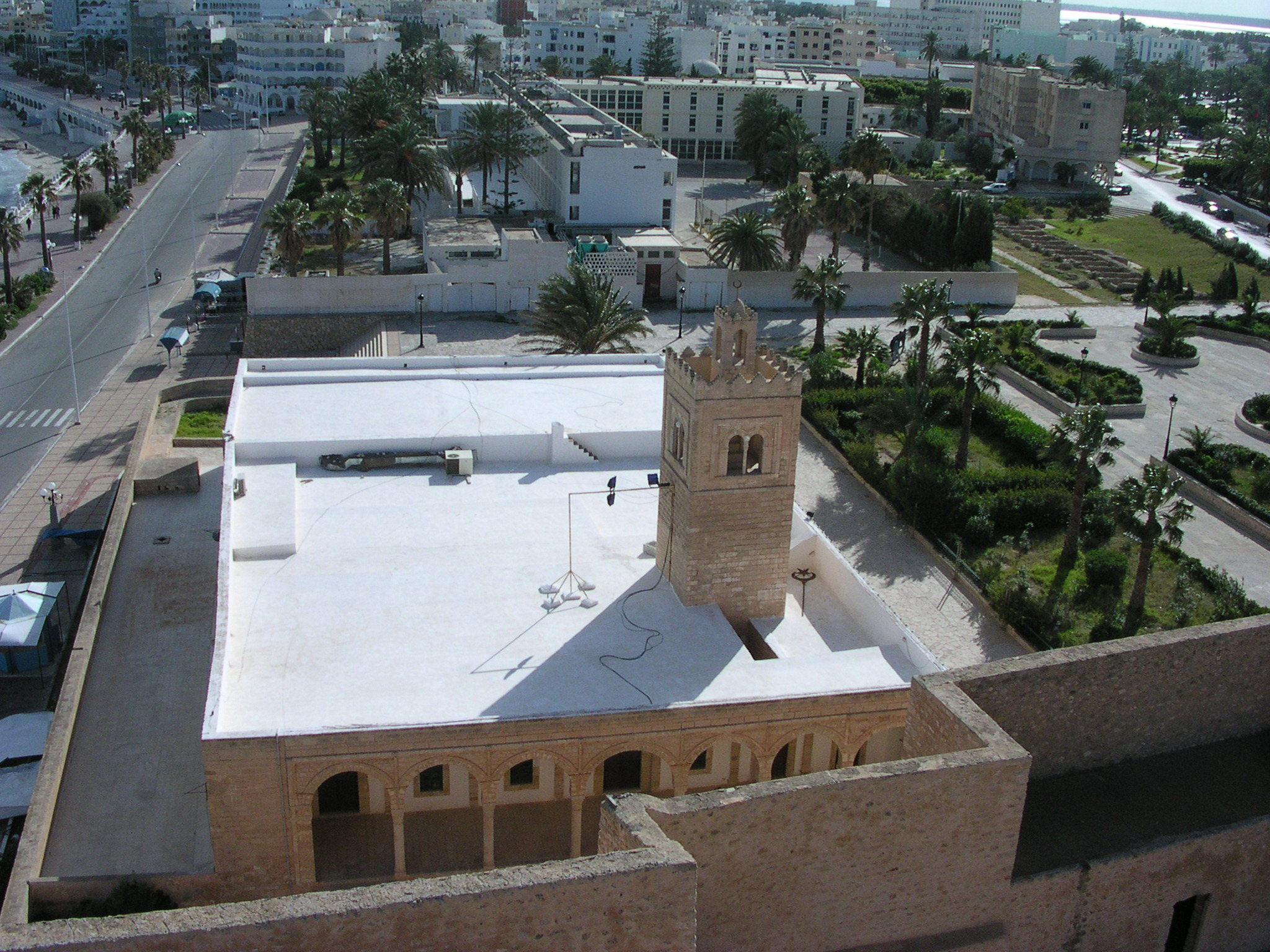
Велика мечеть
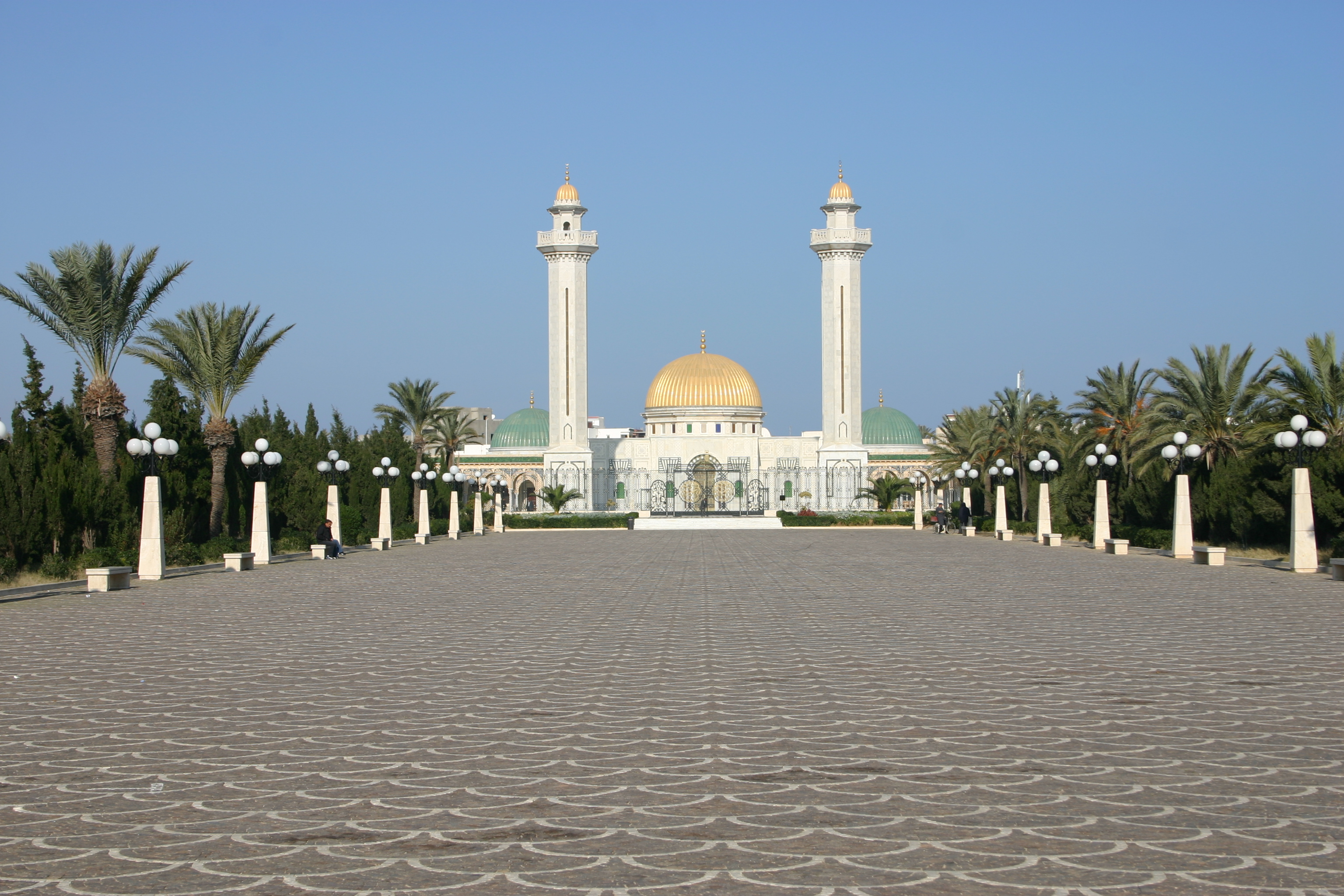
Мавзолей Бургіби
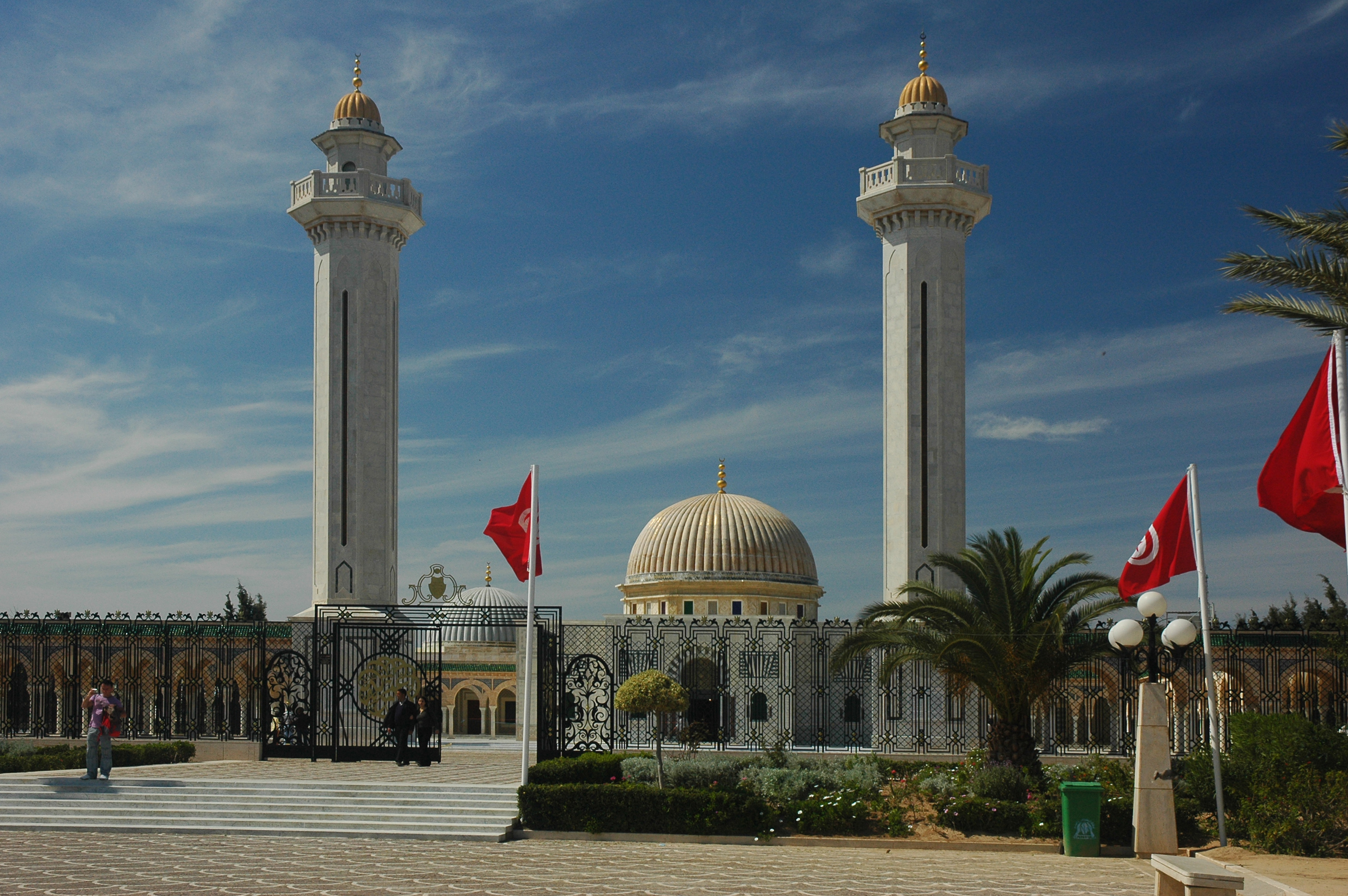
Мавзолей Бургіби
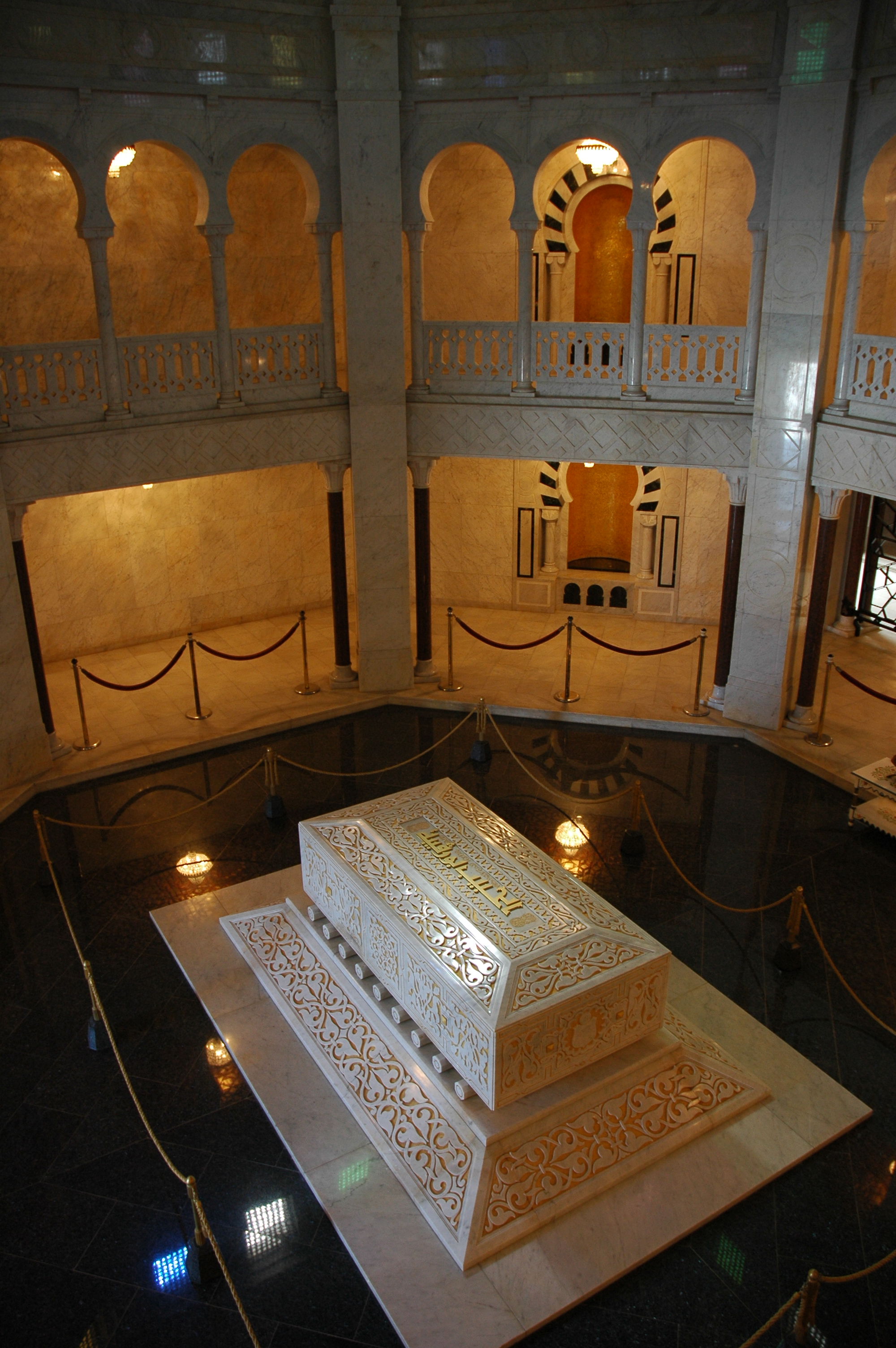
Могила Бургіби
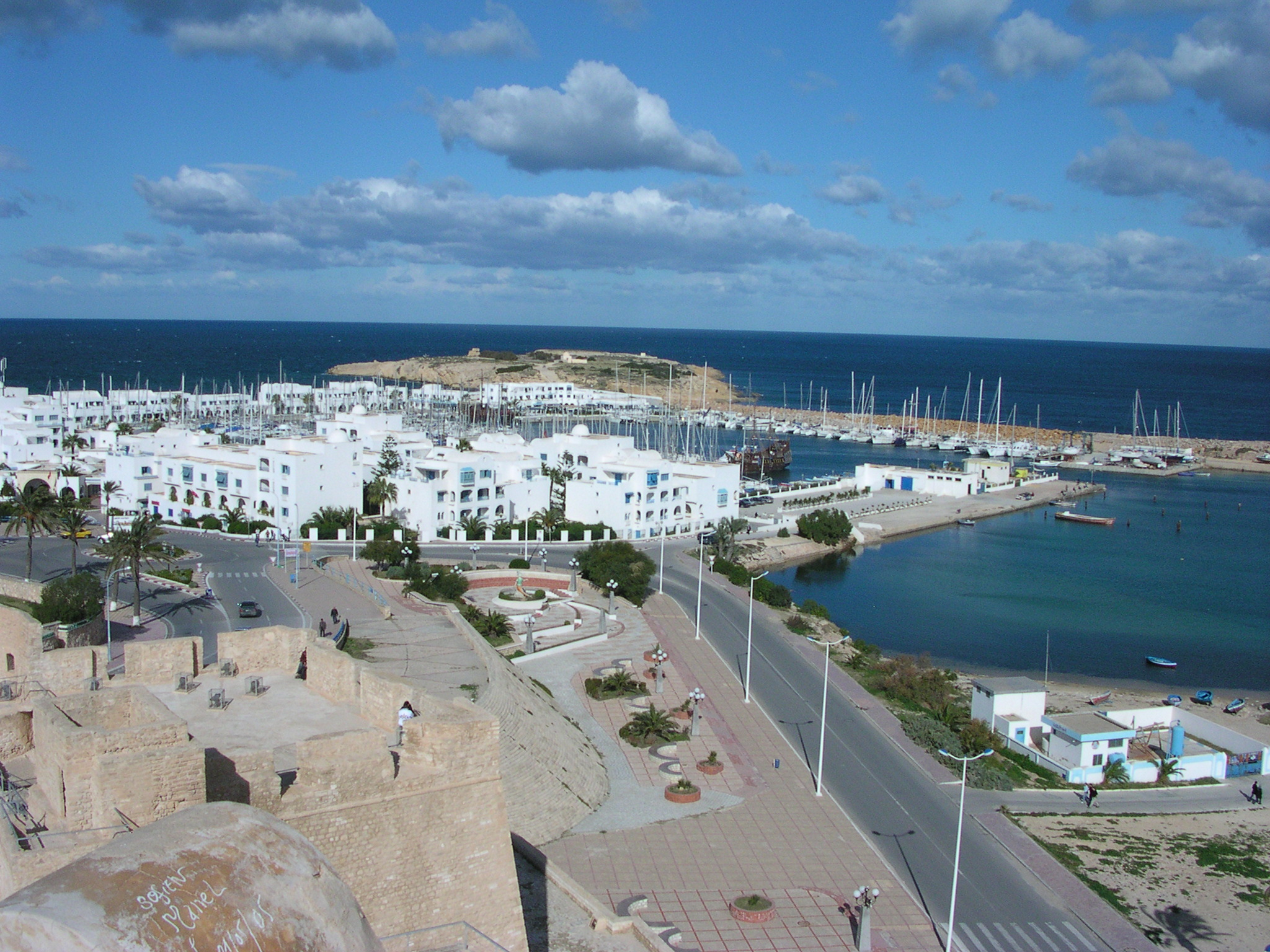
Порт «Пор-де-плезан»
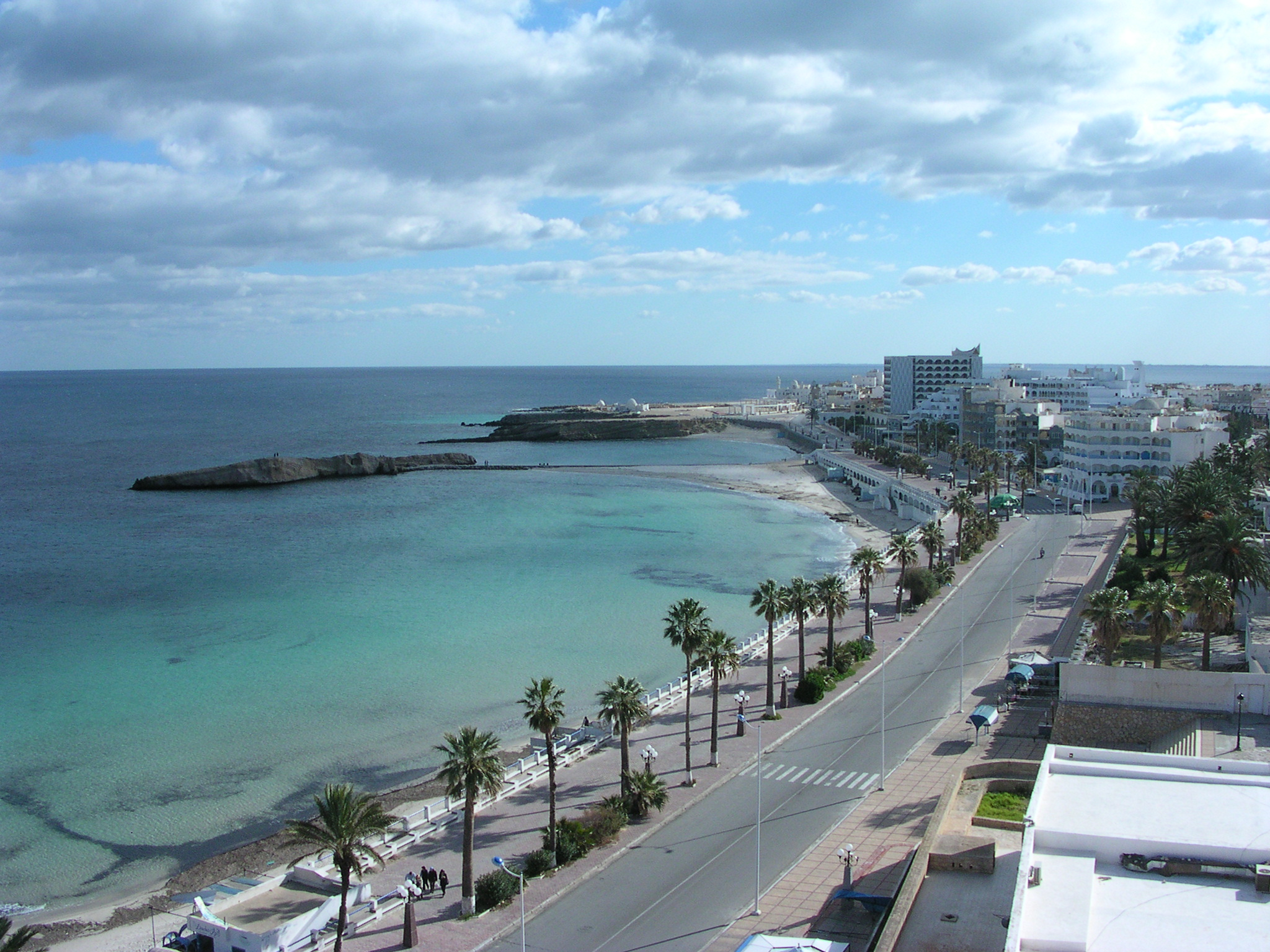
Набережна